# Leandro do Bomfim
Leandro do Bomfim (Salvador, 8 januari 1984), kortweg Leandro, is een Braziliaans voormalig voetballer.

## Clubcarrière
In 2002 nam PSV de middenvelder voor naar verluidt 5,5 miljoen euro over van Vitória. Het veronderstelde Brazilaans wonderkind kende een moeilijke start in Nederland, kende veel heimwee en had last van vele kleine kwetsuren. Al na enkele maanden besloot PSV de speler weer naar huis te sturen, om daar aan te sterken. Tot een doorbraak bij PSV kwam het nooit. Leandro stond uiteindelijk nog tot 2005 bij de Eindhovense club onder contract, waar hij echter meer en meer op een zijspoor raakte en in totaal slechts 18 wedstrijden speelde. 
In 2004 was hij plotseling verdwenen in Eindhoven. Hij dook op bij FC Porto en ging daar zonder toestemming van PSV aan de slag. Om een afkoopsom te krijgen heeft PSV een jarenlang juridisch gevecht moeten leveren. FC Porto heeft hem twee jaar uitgeleend aan twee Braziliaanse ploegen, en aan het kleine Portugese CD Nacional. Leandro slaagde er bij FC Porto niet in om een vaste waarde te worden.
Daarna volgde een zwerftocht langs clubs in Brazilië. In 2010 kwam hij bij Desportivo Brasil dat hem verhuurde aan EC Bahia en Avaí FC. Hierna kampte Leandro met fitheidsproblemen en vond geen club. In 2013 kwam hij in opspraak vanwege belastingontduiking. In 2013 speelde hij voor Audax Rio dat hem na een half jaar verkocht aan het Saoedi-Arabische Al-Ittihad Djedda. In het seizoen 2014/15 kwam hij uit voor Al-Wahda Club.  In 2016 zette hij een punt achter zijn loopbaan.

### Statistieken
| seizoen   | club              | land      | competitie            | wed. | goals |
| --------- | ----------------- | --------- | --------------------- | ---- | ----- |
| 2001      | Vitória           | Brazilië  | Campeonato Brasileiro | ?    | 1     |
| 2001/2002 | PSV               | Nederland | Eredivisie            | 0    | 0     |
| 2002/2003 | PSV               | Nederland | Eredivisie            | 14   | 1     |
| 2003/2004 | PSV               | Nederland | Eredivisie            | 1    | 0     |
| 2004/2005 | PSV               | Nederland | Eredivisie            | 3    | 0     |
| 2004/2005 | FC Porto          | Portugal  | SuperLiga             | 6    | 0     |
| 2005      | →São Paulo FC     | Brazilië  | Campeonato Brasileiro | 13   | 0     |
| 2006      | →Cruzeiro         | Brazilië  | Campeonato Brasileiro | -    | -     |
| 2006      | →Nacional Madeira | Portugal  | SuperLiga             | 1    | 1     |
| 2007      | Palmeiras         | Brazilië  | Campeonato Brasileiro |      |       |
| 2007      | CR Vasco da Gama  | Brazilië  | Campeonato Brasileiro | 28   | 7     |
| 2009      | Fluminense FC     | Brazilië  | Campeonato Brasileiro | 9    | 1     |
| 2010      | EC Bahia          | Brazilië  |                       | 0    | 0     |
| 2010      | Avaí FC           | Brazilië  |                       | 7    | 0     |

## Interlandcarrière
Hij nam met Brazilië deel aan het wereldkampioenschap voetbal onder 17 - 2001.

## Prijzen
- Kampioen van Nederland: 2003, 2005
- Nederlandse Super Cup: 2003
- Wereldkampioenschap voor clubteams: 2005